# 이코마 마사치카
이코마 마사치카(일본어: 生駒正親, 1678년 ~ 1706년))는 일본 에도 시대의 하타모토로, 야시마 이코마 가문의 4대 영주이다. 선대 영주 이코마 지카오키의 맏아들이다. 관직은 겐바노카미(玄蕃頭)이다.
겐로쿠 15년(1702년)에 아버지 지카오키가 사망하자 가문을 계승하였다. 호에이 3년(1706년)에 사망하였고, 동생 이코마 지카나오가 그 뒤를 이었다.